# 古郡民俗建筑群
古郡民俗建筑群，位于中国广东省茂名市信宜市镇隆镇八坊村文明街，为信宜市文物保护单位，类型为古建筑，公布时间为2000年6月18日。
古郡民俗建筑群的历史年代为清、民国。